# رودبنه
رودبَنه یکی از شهرهای شهرستان لاهیجان استان گیلان در شمال ایران است که در فاصله 5 کیلومتری شهرستان  لاهیجان قرار دارد.

## مشاغل
پیشهٔ بیشتر ساکنان آن کشاورزی (برنجکاری، نوغان‌داری، کاشت درخت سپیدار و گاوداری) است.

## توضیحات
از محلات پیرامونی رودبنه می‌شود به کنف‌گوراب و لاکمه‌سر و دموچال اشاره کرد. معابر اصلی این شهر بلوار دکتر حشمت و خیابان امام خمینی نام دارند. این شهر چند دبیرستان به نام های دبیرستان دخترانه شهید مطهری، دبیرستان دخترانه پیام، دبیرستان پسرانه شهدای لاکمه سر و دبیرستان پسرانه امام حسین دارد.

## پیشینه
رودبنه یکی از روستاهای شهرستان لاهیجان بود که از سال ۱۳۸۱/۲۰۰۲ شهر شده‌است. نام آن به این خاطر است که در کنار این دهستان رودی بزرگ روان است که باعث تشکیل این دهستان شده‌است.
دهستان رودبنه دارای سه ده اصلی به نام‌های بالامحله، میان‌محله و پایین‌محله می‌باشد. شهر رودبنه از دو محلهٔ بازار سرمحله و پایین‌محله تشکیل شده‌است.
در راستای پروژه‌ای به نام پروژه موزه میراث روستایی گیلان، در مهرماه ۲۰۰۳/۱۳۸۲ نخستین خانه اصیل روستایی در رودبنه به نام خانهٔ رفیعی (خانهٔ حاج آقا کربلایی) با ملحقاتش در رودبنه خریداری، برداشت معماری و واچینی شد و سپس در سال ۱۳۸۴ در محل موزه (۱۸ کیلومتری جادهٔ رشت-تهران، پارک جنگلی سراوان) دوباره‌چینی شد. 
همچنین خانه پرمهر نیز که در کنار مسجد جامع رودبنه بود و از بناهای تاریخی محسوب میشد با ملحقاتش خریداری و واچینی و سپس در موزه میراث روستائی گیلان دوباره چینی گردید!